# Culture 2000
program Culture 2000 (ang. Culture 2000 – Kultura 2000) – program Unii Europejskiej z dziedziny polityki kulturalnej, stanowiący połączenie trzech dotychczasowych programów Kaleidoscope 2000, Ariane i Raphael. Podstawą do jego wdrożenia była Decyzja Parlamentu Europejskiego i Rady z 14 lutego 2000 r. ustanawiająca go, na okres od 1 stycznia 2000 r. do 31 grudnia 2004 r. Program przedłużony został na kolejne dwa lata i zakończył się 31 grudnia 2006 r. Od 2005 r. prowadzony przez Dyrekcję Generalną ds. Edukacji i Kultury Komisji Europejskiej. Dotyczy przede wszystkim promocji projektów z dziedziny kultury europejskiej poprzez wspieranie współpracy pomiędzy twórcami, operatorami kulturowymi oraz prywatnymi i publicznymi promotorami.
Cele programu:
- wspieranie na poziomie europejskim wspólnego dziedzictwa kulturowego o szczególnym znaczeniu dla Europy, w tym także propagowanie umiejętności i dobrych praktyk w zakresie konserwacji i ochrony dziedzictwa kulturowego,
- wspieranie różnorodności kulturowej oraz rozwój nowych form ekspresji kulturowej,
- promocja dialogu kulturowego, wzajemnego poznawania kultury i historii narodów europejskich i pozaeuropejskich, wzajemna wymiana międzykulturowa,
- promocja twórczości, ponadnarodowe propagowanie kultury i mobilności artystów, twórców, innych podmiotów i osób profesjonalnie związanych z kulturą oraz ich dzieł, przy szczególnej opiece nad osobami młodymi, pochodzącymi ze środowisk najbiedniejszych i różnorodnych kulturowo,
- uwzględnianie roli kultury w rozwoju społeczno-ekonomicznym,
- wyraźne uznanie kultury jako czynnika ekonomicznego oraz czynnika integracji społecznej i obywatelskiej,
- lepszy dostęp do dzieł i instytucji kultury dla możliwie jak największej liczby obywateli UE.

Wszystkie projekty przyjęte w ramach programu Kultura 2000 musiały być ukierunkowane na przynajmniej jeden z niżej wymienionych obszarów tematycznych:
- rozwój społeczeństwa obywatelskiego,
- nowe technologie/media na rzecz twórczości,
- tradycja i innowacja; łączenie przeszłości i przyszłości.

Komisja Europejska w ramach Programu Kultura 2000 wyróżniła następujące sektory priorytetowe:
- Rok 2002 – sztuki wizualne (wystawy, ekspozycje, plenery, pokazy i inne),
- Rok 2003 – sztuki performatywne (teatr, taniec, muzyka, opera, sztuki liryczne, teatr uliczny),
- Rok 2004 – dziedzictwo kulturowe (dziedzictwo ruchome i nieruchome, dziedzictwo niematerialne, archiwa i biblioteki, dziedzictwo archeologiczne w tym podwodne, miejsca o znaczeniu kulturowym oraz krajobrazy kulturowe).

W ramach projektu Polska organizowała (bądź współorganizowała) następujące projekty:
(przykładowe, po jednym z każdej dziedziny)
| Okres/Dziedzina                                         | Przedsięwzięcie                                     | Wysokość grantu | Organizator                                                                        | Współorganizator | Partner | Cel |
| ------------------------------------------------------- | --------------------------------------------------- | --------------- | ---------------------------------------------------------------------------------- | --- | --- | --- |
| 1 maja 2001 31 grudnia 2002 innowacje artystyczne       | International Theatre Fesival Dialog – Wrocław 2001 | 150 000 €       | Wrocławski Teatr Współczesny (Polska)                                              | Belgrade Theatre (Wielka Brytania), Oskara Korsunowas Theatre (Litwa), Teatr Rozmaitości (Polska) | Fundacja Batorego (Polska), Dialog (Polska), Urząd Marszałkowski Województwa Dolnośląskiego (Polska), Ministerstwo Kultury (Polska), PKO Bank Polski S.A (Polska), Polska Fundacja Kultury (Polska), Pro Helvetia (Chorwacja), The British Council Poland (Wielka Brytania)                       | stworzenie warunków dla rozwoju nowych form sztuki współczesnej, pomoc w pielęgnacji i rozwijaniu współczesnych form tanecznych w warunkach demokracji i wolności środków wyrazu artystycznego, zwiększenie umiejętności rozumienia świata poprzez sztukę współczesną |
| 1 lipca 2001 1 kwietnia 2002 literatura                 | Archipel                                            | 143 683,85 €    | Foundation Royaumont (Francja)                                                     | Stowarzyszenie Willa Decjusza (Polska), Baltic Center for Writers and Translators (Szwecja), TInstitucio de les Lletres Catalanes (Hiszpania) | – | promowanie współczesnej poezji w Europie poprzez spotkania i współpracę |
| 1 września 2001 1 sierpnia 2002 integracja społeczna    | L’art. à l’hopital en Europe                        | 80 000 €        | Art. Dans la Cité (Francja)                                                        | Bunkier Sztuki Galeria (Polska), Colegio De Ntra.Sra. De Las Maravillas (Hiszpania), Comunidad De Madrid-Consejeria De Cultura – Direccion General de Archivos, Museos y Bibliotecas (Hiszpania), Hogen Instituut Voor Schone Kunsten -Vlanderen Vzw (Belgia)                                    | Centre de Pediatre et de Reeducation de Bullion (Francja) Hopital Az Vub Bruxelles (Belgia) Hospital Niño Jesus (Hiszpania) Samodzielny Publiczny Szpital Kliniczny (Polska) | udostępnienie dzieł nowoczesnej sztuki dla publiczności, która zazwyczaj nie ma do niej dostępu, włączenie nowych dyscyplin do sztuk artystycznych |
| 1 maja 2001 1 grudnia 2002 historia i wzajemne poznanie | Mit rytualnego morderstwa                           | 87 272,10 €     | Stowarzyszenie na Rzecz Inicjatyw Kulturalnych, Kraków-Nurnberg-Frankfurt (Polska) | Bundeszentrale fűr Politische Bildung (Niemcy), Diocese of Innsbruck (Austria), Institut für Systematische Theologie, Universität Innsbruck (Austria) Jezuickie Centrum Kultury i Dialogu (Polska) Medienwerkstatt Franken (Niemcy) Religion Fernsehen, Orf Austrian Public Television (Austria) | 14 partnerów z krajów uczestniczących w projekcie | promocja zrozumienia niektórych zwyczajów żydowskich, wyeliminowanie fałszywych przekonań dotyczących rytualnego morderstwa, zwalczanie ksenofobii i społecznego wykluczenia Żydów, zwłaszcza w krajach Europy Wschodniej                                             |
| 1 września 2001 30 sierpnia 2004 dziedzictwo kulturowe  | Archives of European Archeology                     | 900 000 €       | Association de Prefiguration de l’Institut d’Histoire de l’Art – INHA (Francja)    | Centro Andaluz de Arqueologia Iberica – Universidad de Jaen/Junta de Andalucia (Hiszpania), Oteborg University Department of Archaeology (Szwecja), Ellenic Ministry of Culture, Archive of Monuments (Grecja) University College of Cork Department of Archaeology (Irlandia)                   | Albert-Ludwigs-Universität Freiburg (Niemcy) Ashmolean Museum, University of Oxford (Wielka Brytania) Butrint Foundation (Wielka Brytania) Junta de Andalucia Patronato de la Alhambra y Generalife (Hiszpania) Katholieke Universiteit Leuven (Belgia) Poznańskie Muzeum Archeologiczne (Polska) | podjęcie oraz zachęcanie do ochrony i promocji archiwów archeologicznych, dokumentowanie i badanie tych archiwów jako podstawowych źródeł wiedzy o historii Europy, zaprezentowanie znaczenia historii archeologii i konsolidację sieci instytucjonalnej              |